# Maung Maung Kha
Maung Maung Kha (birm. မောင်မောင်ခ, ur. 7 czerwca 1920 w Rangunie, zm. 30 kwietnia 1995 tamże) – birmański polityk, w latach 1977-1988 premier Mjanmy.